# 沃尔特·弗雷泽
沃尔特·“克莱德”·弗雷泽（英語：Walter "Clyde" Frazier，1945年3月29日—），美国前职业篮球运动员，场上位置组织后卫，NBA50大巨星之一。
弗雷泽在高中时同时参加三支不同的运动队，在篮球队中出任组织后卫，在美式橄榄球队中任四分卫，在棒球队中任捕手。他大学时依靠篮球奖学金就读于南伊利诺伊大学。
1967年NBA选秀中，弗雷泽被纽约尼克斯队在第一轮第5顺位选中，在尼克斯队期间，弗雷泽7次入选NBA全明星赛，并率队在1970年和1973年夺得NBA总冠军。